# Otto Benndorf
Otto Benndorf, född 13 september 1838 i Greiz, Thüringen, död 2 januari 1907 i Wien, var en tysk arkeolog, far till fysikern Hans Benndorf.
Benndorf blev efter arkeologiska forskningsresor i Italien och Grekland privatdocent i arkeologi vid Göttingens universitet 1868 och professor i Zürich 1869. Från 1898 var han direktör för det arkeologiska institutet i Wien. 
Bland Benndorfs talrika arbeten märks Die antiken Bildwerke des lateranensischen Museums (tillsammans med Richard Schöne 1867), Griechische und sicilische Vasenbilder (1869–83), Beiträge zur Kenntniss des athenischen Theaters (1875), Reisen im südwestlichen Kleinasien (1884) och Reisen in Lykien und Karien (1884). Tillsammans med Otto Hirschfeld och Eugen Bormann utgav han "Abhandlungen des archäologisch-epigraphischen Instituts der Universität Wien" (1880–98).